# Liste der Kulturdenkmale in Oldersbek
In der Liste der Kulturdenkmale in Oldersbek sind alle Kulturdenkmale der schleswig-holsteinischen Gemeinde Oldersbek (Kreis Nordfriesland) aufgelistet (Stand: 10. März 2025).

## Legende
In den Spalten befinden sich folgende Informationen:
- Objekt-ID: die Nummer des Kulturdenkmales
- Lage: die Adresse des Kulturdenkmales und die geographischen Koordinaten. Kartenansicht, um Koordinaten zu setzen. In der Kartenansicht sind Kulturdenkmale ohne Koordinaten mit einem roten Marker dargestellt und können in der Karte gesetzt werden. Kulturdenkmale ohne Bild sind mit einem blauen Marker gekennzeichnet, Kulturdenkmale mit Bild mit einem grünen Marker.
- Offizielle Bezeichnung: Bezeichnung des Kulturdenkmales
- Beschreibung: die Beschreibung des Kulturdenkmales
- Bild: ein Bild des Kulturdenkmales

## Bauliche Anlagen
| Objekt-ID | Lage                                        | Offizielle Bezeichnung | Beschreibung | Bild |
| --------- | ------------------------------------------- | ---------------------- | --- | ---- |
| 5839      | Dorfstraße 21 (54° 26′ 48″ N, 9° 10′ 5″ O)  | Kate                   | Kate; 1804; eingeschossiger, traufständiger, hell geschlämmter Backsteinbau unter reetgedecktem Walmdach, Zwerchgiebel mit Backen; von Mauer eingefasster Vorgarten mit zwei Hausbäumen - Begründung: geschichtlich, Kulturlandschaft prägend - Schutzumfang: Kate, Vorgarten, Hausbäume, Einfriedung - Denkmaltyp: Bauliche Anlage | BW   |
| 5842      | Dorfstraße 27 (54° 26′ 50″ N, 9° 10′ 12″ O) | Bauernhaus             | Bauernhaus; um 1900; eingeschossiger, traufständiger, hell geschlämmter Backsteinbau unter reetgedecktem Schopfwalmdach, Zwerchhaus mit Freigespärre; Vorgarten mit Einfriedung - Begründung: geschichtlich, Kulturlandschaft prägend - Schutzumfang: Bauernhaus, Vorgarten, Einfriedung - Denkmaltyp: Bauliche Anlage              | BW   |
| 5840      | Dorfstraße 40 (54° 26′ 50″ N, 9° 10′ 23″ O) | Geesthardenhaus        | Geesthardenhaus; 2. H. 19. Jh.; eingeschossiger, traufständiger, hell geschlämmter Backsteinbau unter reetgedecktem Schopfwalmdach, Wohnteil mit Zwerchhaus, Stallteil mit Lootor und Ladegiebel - Begründung: geschichtlich, Kulturlandschaft prägend - Schutzumfang: gesamtes Objekt - Denkmaltyp: Bauliche Anlage                | BW   |

## Quelle
- Liste der Kulturdenkmale in Schleswig-Holstein – Kreis Nordfriesland (PDF)

- Karte mit allen Koordinaten:
- OSM |
- WikiMap